# Projet IBM Debater
Le projet IBM Debater est un projet d'intelligence artificielle d’IBM Research qui se donne pour défi de réaliser un système d'intelligence artificielle pouvant participer à un débat en direct avec des experts humains,,,. Il se situe dans la continuité du programme informatique d'intelligence artificielle Watson doté de la capacité de répondre à des questions formulées en langage naturel.

## Développement
Le projet IBM Debater a été développé au laboratoire d'IBM à Haïfa, en Israël. Le projet a été proposé par Noam Slonim en 2011 comme le prochain grand défi d'IBM Research, après Deep Blue et la victoire de Watson à l'émission de télé américaine Jeopardy!. Le système informatique qui en résulte a été exposé pour la première fois lors d'un événement à huis clos le 18 juin 2018 à San Francisco, sous la direction de Ranit Aharonov et Slonim, tous deux du laboratoire de recherche d'IBM à Haïfa. Le système informatique s'est mesuré à deux débatteurs humains, Noa Ovadia, qui était le champion du débat israélien 2016 et Dan Zafrir selon les thèmes "Nous devrions subventionner l'exploration spatiale" et "Devrions-nous accroître l'utilisation de la télémédecine ?".
Pour permettre à un système d'intelligence artificielle de participer à un débat, l'équipe de recherche d'IBM a dû le doter de trois capacités principales :
- À partir d'un corpus de données volumineux, le système doit pouvoir décrire brièvement un sujet controversé, le structurer en discours et le prononcer avec clarté et détermination, tout en y intégrant de l'humour le cas échéant[11]. Le système mis en place par IBM depuis 2012 a accès à 300 millions de documents (articles de journaux, publications spécialisées...)[12].

- le système doit pouvoir identifier les concepts clés et les revendications formulées dans une langue naturelle exprimée oralement à un débit normal.

- il doit aussi pouvoir  modéliser le monde de la controverse et des dilemmes humains dans une représentation unique des connaissances de façon qu'il puisse suggérer des arguments de principe au besoin.

Concrètement, nous dit Ranit Aharonov « Le système doit analyser 10 milliards de phrases, déceler celles qui sont en lien avec le sujet, déterminer si elles sont pertinentes et de quel côté du débat elles se situent. »
Une démonstration des capacités du système a également été diffusée sur Discovery Channel en juin 2018 pour débattre de la question de la légalisation du jeu dans le sport.